# Отнурок (село)
Отну́рок (баш. Отнурок) — село в Белорецком районе Башкортостана России, административный центр Нурского сельсовета.

## География
Расположено на левом берегу реки Нуры между горами Широкой и Золотые Шишки, в 14 км к северо-западу от города Белорецка, в 165 км к юго-востоку от столицы республики города Уфы, в 100 км от города Магнитогорска. Находится в слабозаселённой лесной горной местности, вблизи Южно-Уральского заповедника. К селу ведёт автодорога местного значения от Белорецка через деревню Отнурок и по мосту через реку Нуру вблизи села.

## Население
| 2002 | 2009 | 2010 |
| ---- | ---- | ---- |
| 253  | ↗316 | ↘239 |

1959 г. — 222 чел.; 1989 г. — 307 человек.
Национальный состав
Башкиры — 57 %, русские — 30 % (2002).

## Инфраструктура
В селе имеются начальная школа, фельдшерско-акушерский пункт, дом культуры, библиотека.
Улицы: Заречная, Речная, Советская, Школьная.

## История
Основано в 1940‑е годы в связи с организацией лесозаготовительного участка как спецпосёлок. С 1950‑х годов учитывалось как посёлок. Ранее называлось Нурой. В 1952 году являлся посёлком, входившим в Журавлинский сельсовет. С 2005 года имеет современный статус.